# Taylor Mead's Ass
Taylor Mead's Ass (de 1964) é um filme mudo de Andy Warhol, estrelado pelo ator Taylor Mead.
O filme foi filmado na "The Factory", o antigo estúdio de Andy Warhol, localizado na cidade de Nova Iorque, e mostra as nádegas do ator Taylor Mead praticamente o filme todo.
O filme é uma grande monotonia, mas Andy Warhol teve a ideia de fazer isso após ler, no jornal Village Voice, uma crítica ácida a um filme que ele havia feito anteriormente (e o filme chamava-se "Tarzan and Jane Regained... Sort of, that"). A crítica dizia que "as pessoas não querem ver a 'bunda' de Taylor Mead por meia hora", como se dissesse que o filme é indiferente e não traz nada de novo.
A filmagem ocorreu no dia 5 de setembro de 1964, e o lançamento ocorreu no mesmo ano.